# ダニエル・ペトリック
ダニエル・ペトリック（Daniel Petric、1991年8月24日 - ）は、オハイオ州ウェリントン出身の受刑者。
16歳のときに、ペトリックはコンピュータゲームをめぐって言い争いになった両親を銃撃した。母親は死亡し、父親は重傷を負ったが、後に回復した。

## 背景
ダニエルと両親の口論は、両親がXbox 360のゲーム『Halo 3（ヘイロー3）』の購入を禁じたことからはじまった。ペトリックの姉ヘイディ (Heidi) の法廷における証言によると、元々ダニエルは、水上バイクの事故で負った怪我のためにブドウ球菌による感染症を発症して家から出られなくなるまで、ゲームはしていなかったという。ダニエルは友人のジョンソン家 (the Johnsons) で『Halo』に出会い、自分でもこれをもちたいと思うようになった。父マーク・ペトリック (Mark Petric) は、ウェリントンの the New Life Assembly of God 教会の牧師であった。両親はふたりとも、息子が、成人向けに指定されている暴力的なゲームをプレイすることに反対しており、ダニエルにふさわしいものでは全くないと考えていた。父マークの証言によれば、ある夜、ダニエルは家を抜け出し、両親のいずれも知らないうちにゲームを買ってきた。家にいるとき、ダニエルは、時には18時間もぶっ続けで、休みなしにゲームをプレイし続けていたという。ある日、ゲームをしていたダニエルを母スーザン (Susan) が捕まえ、これを父マークに告げたところ、マークは、両親の意に反してゲームを買ったことを咎めてダニエルからゲームを取り上げた。マークは、取り上げたゲームを、鍵の架かる金庫に仕舞い込んだが、そこには9mm口径の拳銃トーラス PT92も隠してあった。

## 銃撃

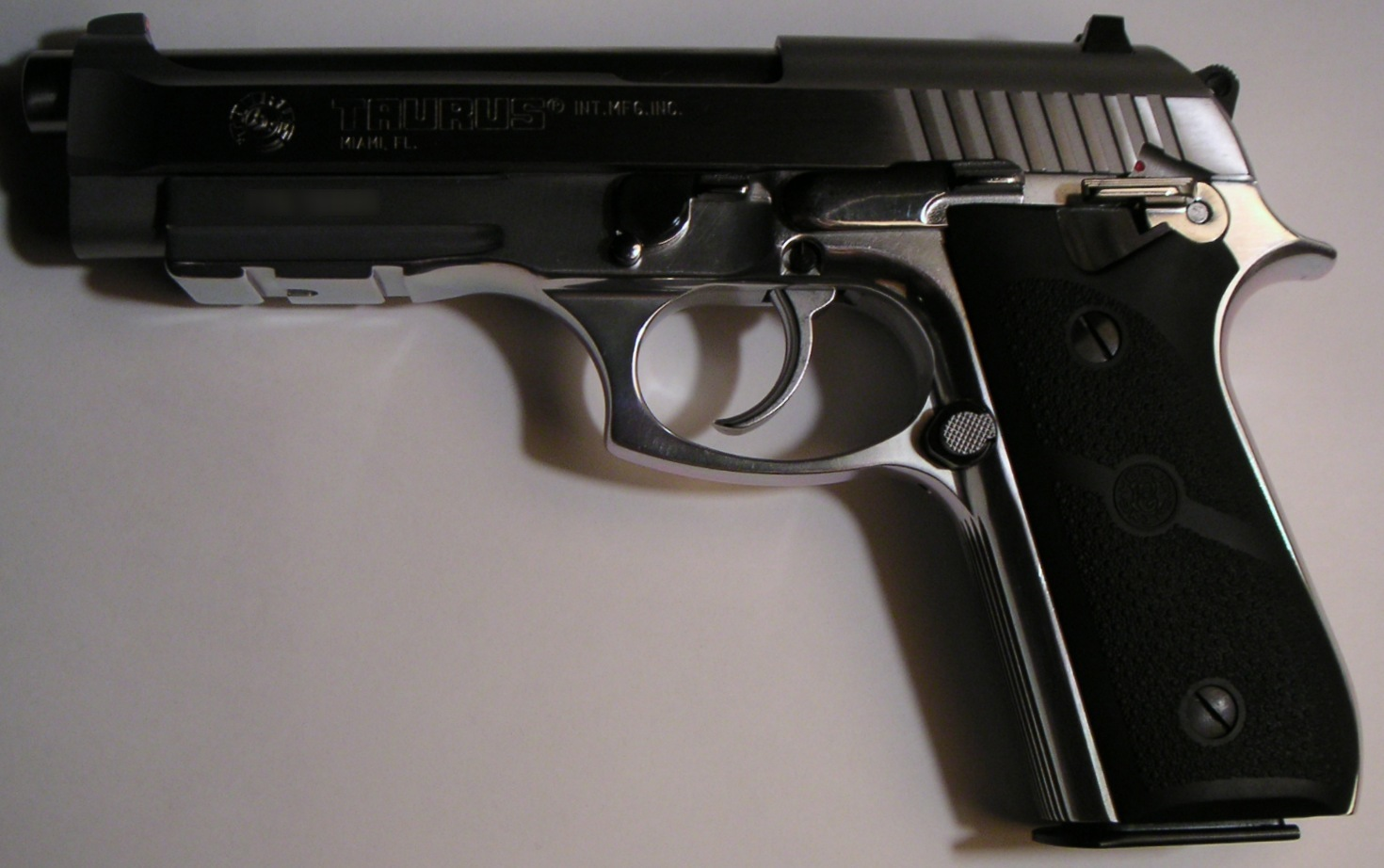
ダニエル・ペトリックが使用したものと似た型のタウラスPT92。

ゲームを取り上げられてから1週間ほど経った2007年10月20日、ダニエルは父の鍵を使って金庫を開き、ゲームを取り戻した。ダニエルは、父親の9mm口径の拳銃タウラスPT92も、ゲームと一緒に持ち出した。法廷での認定によると、居間のカウチでくつろいでいた両親に背後から近づいたダニエルは、「目を閉じてみて、驚かせることがあるんだ (Would you close your eyes, I have a surprise for you)」と言ったという。その直後に、ダニエルは両親をふたりとも銃撃した。父親の証言では、「頭が麻痺し、自分の頭蓋から血が吹き出るのが見えた」という。ダニエルは母親の頭部と腕、胸を撃ち、絶命させた。法廷における父の証言によると、ダニエルは両親を撃った後、この一件を無理心中に擬装しようとして、銃を父の手に持たせ、父に「ねえ父さん、ここに父さんの銃があるよ。持って。(Hey dad, here’s your gun. Take it)」と語りかけたという。数分後、両親と一緒に野球の試合をテレビで見ることになっていた姉ヘイディとその夫アンドリュー・アーチャー (Andrew Archer) が到着した。ダニエルはふたりに、両親が喧嘩しているから家に入らないで、と嘘を言った。しかし、中からうめき声が聞こえてきたので、ふたりは中へ入り、銃撃現場を目にすることとなった。ヘイディは警察を呼び、ダニエルは抜け出して『Halo3』を座席に置いて一家のバンで逃走しようとしたが、警察に阻止されてバンから出された。警察はダニエルに手錠をかけたが、彼は「親父がおふくろを撃ったんだ! (My dad shot my mom!)」と叫んだ。

## 裁判
ダニエルの裁判は、2008年12月15日にロレイン郡一般訴訟裁判所で、ジェイムズ・バージ (James Burge) 判事によって裁かれた。この裁判には陪審は用いられなかった。ダニエルの弁護を担当したジェイムズ・カーシー (James Kersey) は、重いブドウ球菌の感染を患っていたことによるストレスから、ダニエルはゲームの影響を受けやすくなっていたのだと弁論した。カーシーは、ダニエルは正常な精神状態ではなく、両親を銃撃することの帰結も理解できていなかった、と弁護の論を述べた。あまりにも長くゲーム漬けになっていたために、死が取り返しのつかない現実のことだと理解できなくなっていたのだという。検察官はこれに反駁し、ダニエルは自分の行動について後悔をしていないし、銃撃後に父の手に銃を握らせて擬装を試みていると指摘した。ダニエルは、殺人罪で裁判されることとなった。
年齢のために、ダニエルは死刑を宣告される可能性はなかった。裁判官は、彼に終身刑を言い渡し、23年間は仮釈放を与えないと判決を下したが、これは量刑としてはもっとも軽いものであった。最も重い量刑であれば、検察側が求めた通り、仮釈放無しの終身刑となっていた可能性もあった。
この事件は、ゲーム依存症やゲームの暴力表現を取り上げた様々な論文や新聞記事などで注目された。
『Halo 3』を販売するマイクロソフトは、この事件についてコメントすることを拒み、「私たちは状況を承知しており、この一件は悲劇的事件である (We are aware of the situation and it is a tragic case)」とする声明だけを出した。